# Euzaleptus
Euzaleptus is een geslacht van hooiwagens uit de familie Sclerosomatidae.
De wetenschappelijke naam Euzaleptus is voor het eerst geldig gepubliceerd door Roewer in 1911. 

## Soorten
Euzaleptus omvat de volgende 4 soorten:
- Euzaleptus minutus
- Euzaleptus muticus
- Euzaleptus pilosus
- Euzaleptus sarawakensis